# Зубовский сельсовет (Новосибирская область)
Зубовский сельсовет — сельское поселение в Татарском районе Новосибирской области Российской Федерации.
Административный центр — деревня Зубовка.

## История
Статус и границы сельского поселения установлены Законом Новосибирской области от 2 июня 2004 года № 200-ОЗ «О статусе и границах муниципальных образований Новосибирской области»

## Население
| 2002 | 2010 | 2012 | 2013 | 2014 | 2015 | 2016 |
| ---- | ---- | ---- | ---- | ---- | ---- | ---- |
| 671  | ↘505 | ↘485 | ↘468 | ↘451 | ↘442 | ↘432 |
| 2017 | 2018 | 2019 | 2020 | 2021 |      |      |
| ↘429 | ↗431 | ↘427 | ↘421 | ↘396 |      |      |

## Состав сельского поселения
| № | Населённый пункт | Тип населённого пункта          | Население |
| - | ---------------- | ------------------------------- | --------- |
| 1 | Зубовка          | деревня, административный центр | ↘396      |